# Boana freicanecae
Boana freicanecae é uma espécie de anfíbio da família Hylidae. Endêmica do Brasil, onde pode ser encontrada nos estados de Pernambuco e Alagoas.